# زهرة الحواشي لبلابية الأوراق
زهرة الحواشي لبلابية الأوراق (باللاتينية: Veronica hederifolia) نوع نباتي يتبع جنس زهرة الحواشي من الفصيلة الحملية. كانت تصنف سابقًا ضمن الفصيلة الغدبية.

## الموئل والانتشار
موطنها المشرق العربي وتركيا.

## مرادفات للاسم العلمي
- (باللاتينية: Veronica lappago Schrank)